# Papsaare
Papsaare är en ort i Estland. Den ligger i Audru kommun och landskapet Pärnumaa, i den sydvästra delen av landet, 120 km söder om huvudstaden Tallinn. Papsaare ligger 5 meter över havet och antalet invånare är 497.
Terrängen runt Papsaare är mycket platt. Havet är nära Papsaare söderut. Närmaste större samhälle är Pärnu, 5,6 km öster om Papsaare.